# حياة (فلم)
حياة (بالإنجليزية: Life) هو فيلم خيال علمي أمريكي من إنتاج عام 2017، من إخراج دانيال إسبينوزا وكتابة ريت ريس وبول ويرنيك وبطولة كلًا من جيك جيلنهال وريبيكا فيرغسون ورايان رينولدز. يحكي الفيلم قصة طاقم مكون من ستة أفراد من محطة الفضاء الدولية يكتشف ما يبدو أنه أول دليل على وجود الحياة على سطح كوكب المريخ، لكنهم يدركون أن ما كشفوه ليس كما بدا لهم.
عرض الفيلم أول مرة في مهرجان ساوث باي ساوث ويست يوم 18 مارس 2017، ثم عرض في الولايات المتحدة يوم 24 مارس 2017 من خلال كولومبيا بيكتشرز. تباينت آراء النقاد والجمهور حول الفيلم، وجمع ما مقداره 29 مليون دولار عالميًا.

## صدور الفيلم
صدر الفيلم يوم 24 مارس 2017 من خلال كولومبيا بيكتشرز بعد أن تم تقديمه من التاريخ الذي كان من المقرر أن يصدر فيه وهو 26 مايو من العام ذاته وذلك لتفادي المنافسة مع فيلم قراصنة الكاريبي: الرجال الأموات لا يحكون حكايات وفيلم الغريب: ميثاق والذي كان قد تقرر صدوره مبكرًا هو أيضًا من يوم 4 أغسطس إلى يوم 19 مايو 2017. عرض الفيلم لأول مرة في مهرجان ساوث باي ساوث ويست يوم 18 مارس 2017.

### شباك التذاكر
حتى 26 مارس 2017، جمع الفيلم ما قدره 12.6 مليون دولار في الولايات المتحدة وكندا و16.1 مليون دولار حول العالم، ما إجماليه 28.7 مليون دولار، رغم ميزانية الفيلم البالغة 58 مليون دولار.
تنافس الفيلم في شباك التذاكر مع أفلام باور رينجرز ورقائق وويلسون وكان من المتوقع أن يحصد بين 12 و17 مليون دولار من 3,146 دار عرض في أول أسبوع لعرضه. حصد الفيلم في بداية عرضه 12.6 مليون دولار ليحل رابعًا في ترتيب أفلام شباك التذاكر بعد أفلام الجميلة والوحش وباور رينجرز وكونغ: سكل أيلاند.

### الآراء النقدية
حصل الفيلم على تقييم 66% استنادًا على 151 تقييم على الموقع النقديّ روتن توميتوز، وتقييم متوسط مقداره 5.9/10. وعلى موقع ميتاكريتيك، سجل الفيلم تقييم 56 درجة من 100، بناءً على 39 نقد.

## وصلات خارجية
- مقالات تستعمل روابط فنية بلا صلة مع ويكي بيانات